# Give it to Me (singel Mobb Deep)
Give it to Me – trzeci singiel promujący album pt Blood Money, amerykańskiego duetu Mobb Deep. Został wydany 2 maja, 2006 roku

## Teledysk
W teledysku obok Mobb Deep i Bucka występują również członkowie G-Unit: 50 Cent, Lloyd Banks i Tony Yayo.